# 谷原章介の25時ごはん
『谷原章介の25時ごはん』（たにはらしょうすけのにじゅうごじごはん）は、2017年4月20日（19日深夜）から2018年3月30日（29日深夜）までTBSで放送されていた料理トーク番組で、谷原章介の冠番組である。

## 内容
真夜中になると動き出す夜が好きな夜行性人間に、料理歴約20年の谷原章介が一週間練りに練った最高の夜食でおもてなしをする。
ゲストに50以上項目ある「25時ごはんの食カルテ」に答えてもらい、料理を作る際の参考に、料理の評価は星3つが前提で何が星3つなのかをゲストに決めてもらう。

## 出演者
- 谷原章介

## スタッフ
- 番組テーマ曲:大森靖子「25時の温故知新」
- 谷原の心の声(1 - 2)フクロウの声(3 - ) :冠徹弥
- 構成:木南広朗、オンダユウ
- TD:藤田勝己(巳)
- CAM:古保智則、福永顕芳
- VE:陳尾博幸、島真理子
- AUD:堀田博之、保坂慎一郎、小玉秀人
- LD:奥山大介
- EED:渡辺寛樹、迫田香織、小川将司
- MA:土屋由香、近藤宏紀
- TK:野村佳乃子
- リサーチ:Bリサーチ
- CG:奥田真也
- 音響効果:岡沢秀二
- 美術コーディネート:高村一郎(SCRAPPGCES)
- 技術協力:fmt、imagica
- 衣装協力:JOHN ELLIOT、LOEWE
- 撮影協力:STUDIOピア、MEYER、geo PRODUCT 、LE CREUSET、FRECIOUS、COLE&MASON、Fissler
- フードコーディネート:伊藤佳明
- レシピアシスト:安食行洋
- 編成:池田尚弘
- 宣伝:田中瑞穂
- AD:湯浅遼、植田結菜、村瀬拓也
- AP:勝又郁乃
- ディレクター:田上晃一、坂本篤、乙坂友一、海野友梨、木戸正造
- プロデューサー:中野くみ子、吾妻聖子
- 演出:若松芳行
- チーフプロデューサー:有田武史
- 製作:D:COMPLEX、TBS

## ネット局
| 放送対象地域   | 放送局             | 系列    | 放送期間        | 放送日時                     | 備考       |
| -------------- | ------------------ | ------- | --------------- | ---------------------------- | ---------- |
| 関東広域圏     | TBSテレビ（TBS）   | TBS系列 | 2017年4月20日 - | 金曜 1:28 - 1:58（木曜深夜） | 製作局     |
| 石川県         | 北陸放送（MRO）    | TBS系列 | 2017年4月28日 - | 金曜 1:00 - 1:30（木曜深夜） | 遅れネット |
| 静岡県         | 静岡放送（SBS）    | TBS系列 | 2017年5月1日 -  | 月曜 0:50 - 1:20（日曜深夜） | 遅れネット |
| 岡山県・香川県 | 山陽放送（RSK）    | TBS系列 | 2017年4月20日 - | 木曜 1:48 - 2:18（水曜深夜） | 遅れネット |
| 高知県         | テレビ高知（KUTV） | TBS系列 | 2017年5月6日 -  | 土曜 1:24 - 1:54（金曜深夜） | 遅れネット |